# Nicolae Cena
Nicolae Cena (n. 3 decembrie 1844, Mehadia, comitatul Caraș-Severin – d. 14 martie 1922, Mehadia) a fost un Feldmarschalleutnant al Armatei Imperiale și Regale Austro-Ungare, apoi general de divizie în România Mare, director al stațiunii Băile Herculane și arheolog.

## Origine
Nicolae Cena provenea dintr-o veche familie din Macedonia românească venită pe la începutul secolului al XVII-lea în Banat. Tatăl său a fost locotenentul de grăniceri Nistor Cena. A fost rudă apropiată cu generalul Traian Doda (1822-1895).

## Biografie

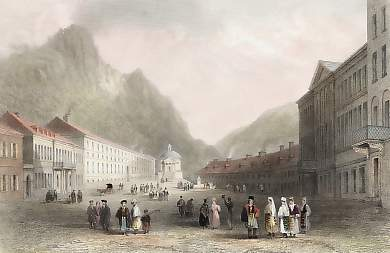
Mehadia 1842

### În Austro-Ungaria

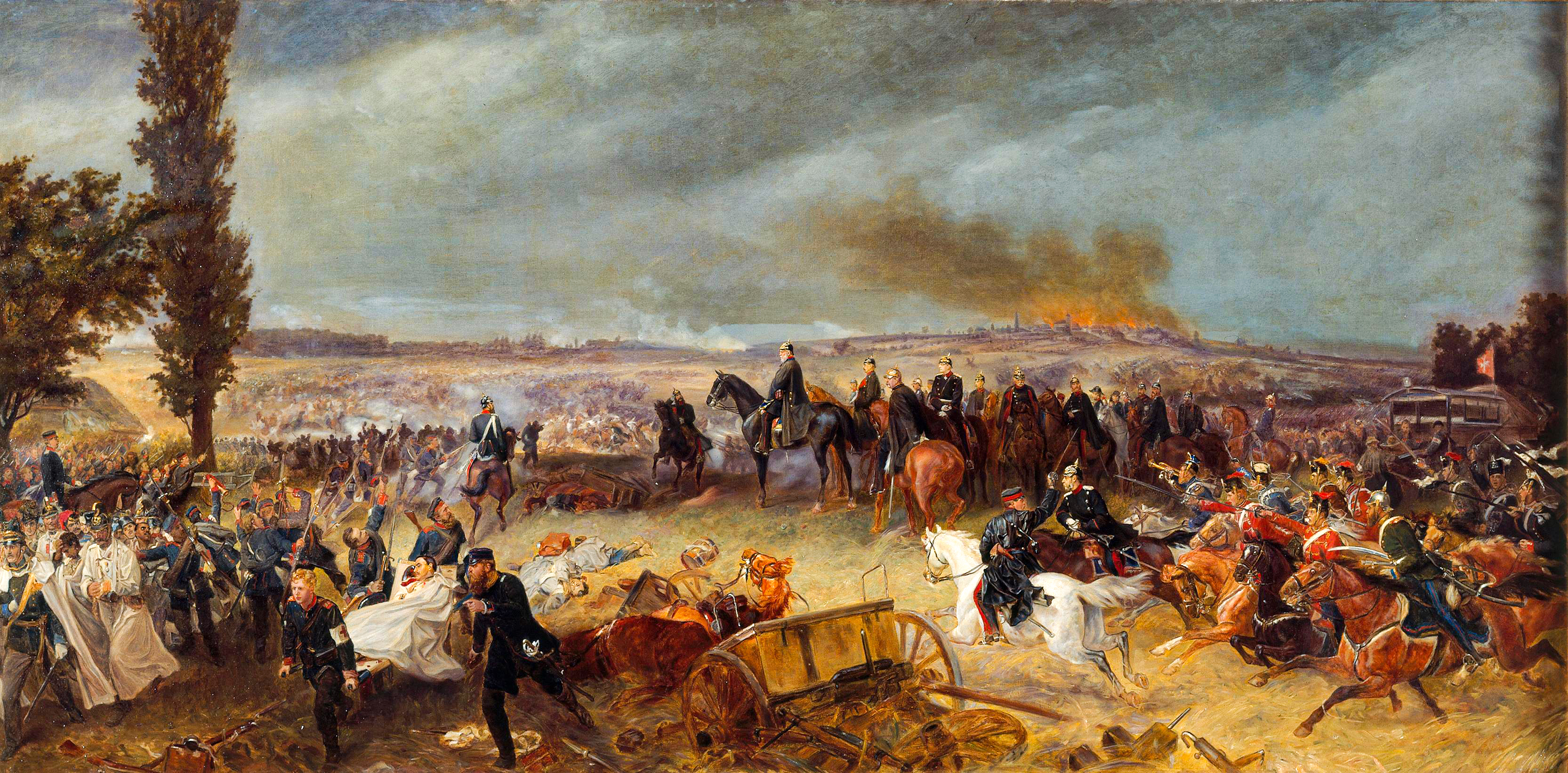
Bătălia de la Königgrätz 1866

Cena a urmat mai întâi Școala Militară Grănicerească din Caransebeș și apoi Școala Specială de Pionieri de la Tulln, pe care a absolvit-o cu mare succes. În 1863 a devenit locotenent în Regimentul 64 de infanterie românesc. S-a remarcat în timpul Războiului Austro-Prusac împotriva Prusiei, luând parte la celebra bătălie de la Königgrätz din 1866. Cu gradul de locotenent major (1873), între anii 1874 și 1879, a fost profesor la Liceul Militar din Timișoara. În anul 1879 a devenit căpitan.
În 1881 a fost trimis la Viena și de aici în Bosnia și Herțegovina, unde s-a remarcat ca militar de excepție. Între anii 1881 și 1885 a fost acolo comandant al Liceului Militar pentru cadeți din Königsfeld, iar în 1887 al Curții Marelui Duce de Luxemburg Adolf. A fost avansat la gradul de maior în 1890. Datorită însușirilor sale i s-a încredințat misiunea de organizare a liceelor militare din Marburg și Komenitz. Foarte mulțumit de rezultatele sale, împăratul Franz Ioseph I a dispus avansarea pe loc la rangul de locotenent-colonel (1894), iar pe 22 mai 1897, înaintarea la gradul de colonel și investit comandant al regimentului Freiherr von Bouvard nr. 74 din Galiția.
Ofițerul, între altele purtător al Ordinului Coroanei de Fier de clasa a III-a, a Crucii de Cavaler al Ordinului Împăratului Franz Joseph I, a Crucii de Merit Militar clasa a III-a și a Medaliei de Merit Militar Signum Laudis la banda roșie, a fost ridicat pentru calitatea sa ca ofițer și vitejia sa ca soldat în ziua de 1 august 1904 la gradul de Generalmajor (general de brigadă ) și șef al brigăzii nr. 3 cu sediul la Rzowszów. Cu toate că a suferit, în anul 1904, un accident de călărie foarte grav, a rămas ofițer activ pentru încă patru ani și a intrat în sfârșit la pensie pe data de 17 iunie 1908, onorat cu titlul de Feldmarschalleutnant (general de divizie).

Generalul Nicolae Cena ca general român

La 24 august 1914, generalul-locotenent (Generaloberst) Arthur von Bolfras l-a avertizat pe șeful său militar Franz Conrad von Hötzendorf, că măsurile draconice îndreptate împotriva românilor și sârbilor din Banat suspectați cu toții de autoritățile maghiare, vor fi cauza multor probleme în viitor. El a cerut, în special, ca Franz Conrad von Hötzendorf  să folosească influența sa, pentru a pune capăt exceselor comandamentul militar în Timișoara, în sudul Ungariei, unde, începând cu sfârșitul lunii iulie 1914, se făcuseră sute de arestări neîntemeiate în urma mobilizării parțiale împotriva Serbiei. Datorită convingerilor sale naționale și suspectat că întreținea legături cu ofițeri din armata română, pe 26 iulie 1914 a fost arestat și generalul Cena, împreună cu Coriolan Buracu, de către jandarmii unguri și închis la Caransebeș. Cancelaria de la Budapesta l-a acuzat ca spion și agitator în favoarea României. La data de 24 august 1914 a fost scos din închisoare și trimis cu domiciliu forțat la Viena. În eliberare lui, un rol important l-a avut generalul Gheorghe Domășnean, pe vremea aceea având o funcție importantă în Ministerul de Război. La Viena Cena a cercetat arhiva Ministerului de Război și a făcut numeroase copii de pe hărțile privitoare la luptele desfășurate în teritoriul graniței și al Mehadiei.

### În România Mare

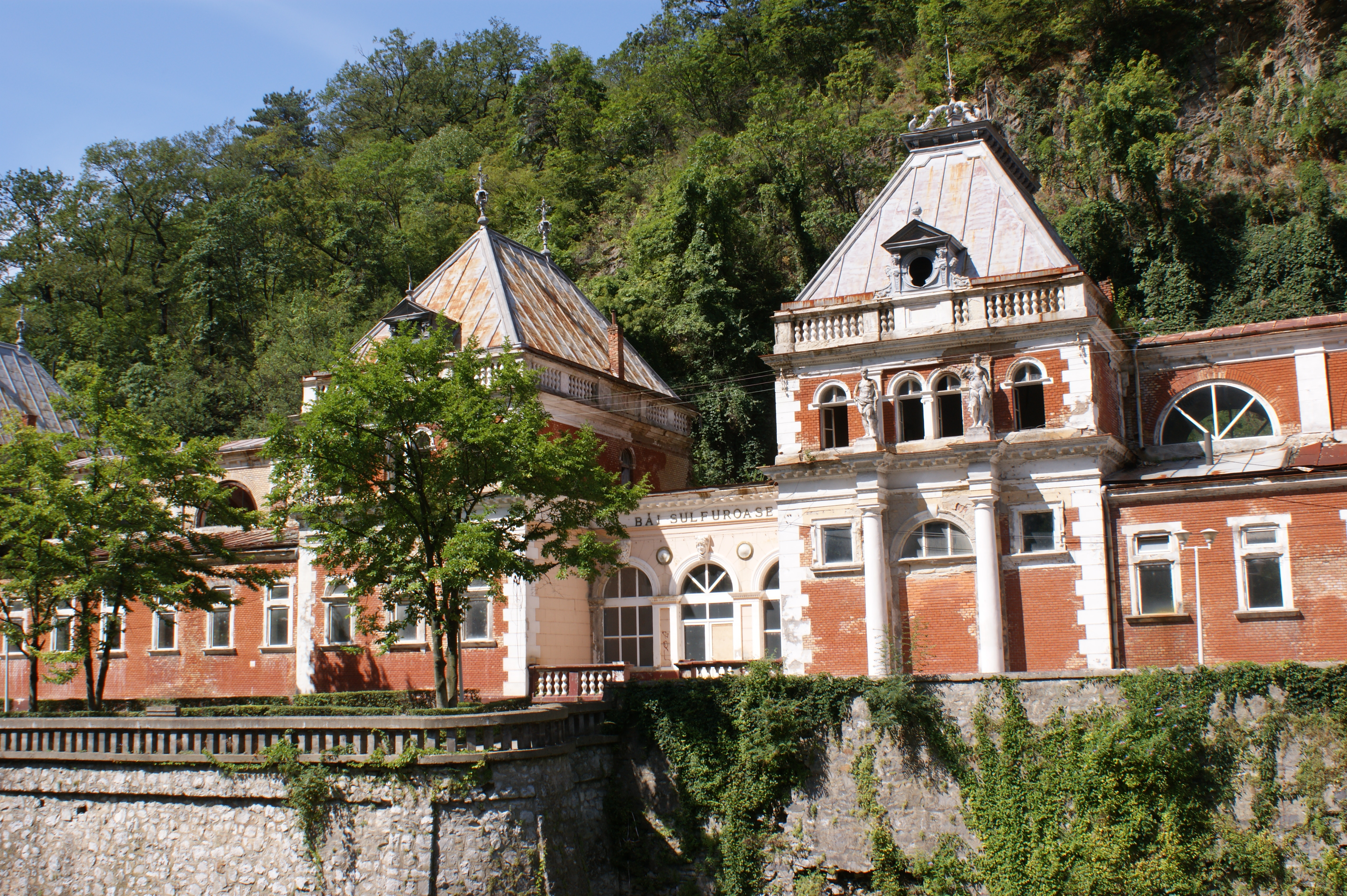
Fostele băi sulfuroase în Herculane

Cena s-a întors din exilul vienez în primăvara anului 1917. După prăbușirea Imperiului Austro-Ungar, în Ardeal și în Banat s-a format, în decembrie 1918, Comitetul Național Român. Nicolae Cena a fost ales președinte al Comitetului din districtul Mehadia.
A fost numit director al stațiunii Băile Herculane, fiind primul director de sub stăpânirea românească. Generalului i s-a oferit un loc de deputat în primul Parlament al României Mari. Prin Decretul nr.45471 din 2 decembrie 1921 a fost decorat de către regele Ferdinand I al României cu Ordinul Coroana României în grad de Mare Ofițer și încadrat în rândul generalilor de divizie. Generalul este înmormântat în cimitirul ortodox din Mehadia.
Muzeul de istorie Nicolae Cena, din Herculane, înființat în anul 1924 și denumit în memoria marelui patriot, prezintă documente referitoare la istoria stațiunii, pietre votive din timpul romanilor, diferite alte materiale arheologice, monede antice, piese de ceramică, podoabe, inscripții, basoreliefuri din castrul Ad Mediam, arme, piese de harnașament. Este amenajat în fostul cazino, monument de arhitectură în stil baroc austriac, construit în 1862, de arhitectul Daderer.

### Activități culturale

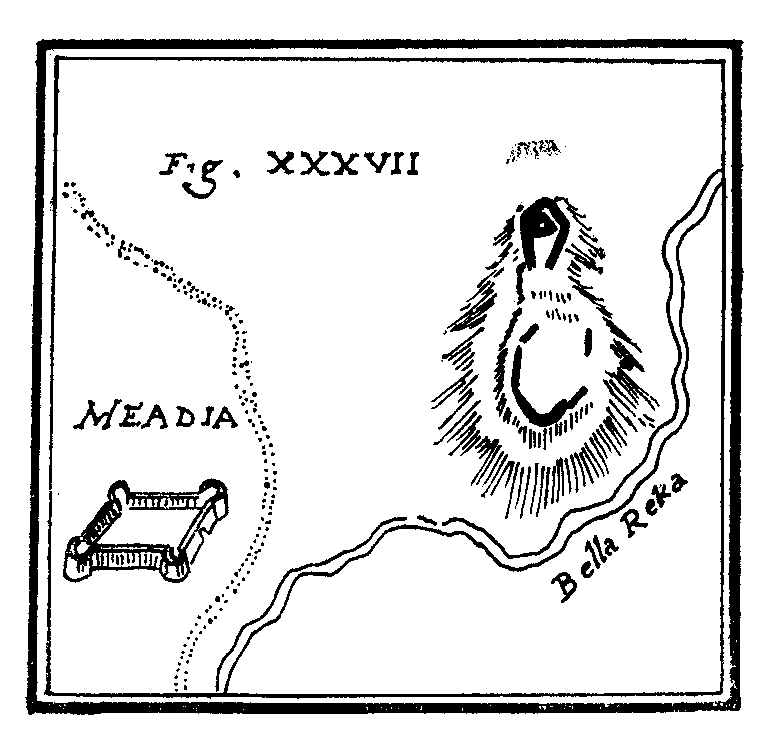
Sediul central al castrului Ad Medium

După pensionare în anul 1908 generalul s-a retras la Mehadia, comuna natală. Aici a întreținut o vie activitate culturală. A fost membru activ în toate societățile culturale românești din acele timpuri, în cadrul cărora a militat activ pentru desăvârșirea unității naționale.
Cena a susținut preocupările unor societăți și asociații: ASTRA (Societatea pentru un fond de teatru român), Societatea Ortodoxă a Femeilor Române și a fost întemeietorul Casinei Culturale din Mehadia. A sprijinit mereu activitatea școlară, prin împărțirea de cărți cu caracter istoric elevilor, urmărind să trezească în sufletul acestora sentimentul conștiinței naționale. A contribuit cu mari sume de bani la cumpărarea de cărți pentru biblioteca parohială. De asemenea a manifestat un interes deosebit pentru activitatea arheologică. A făcut săpături pe locul numit Zidina unde fusese castrul roman Ad Mediam, unde a descoperit o serie de monede, documente religioase, profane, inscripții, statui pe care le-a adunat. De asemenea, a construit macheta castrului roman Ad Mediam. Prin comunicarea științifică prezentată la Academia de Științe din Viena, la 17 mai 1911, rezultatele cercetărilor sale l-au făcut cunoscut în lumea oamenilor de știință și de cultură. Comunicarea a fost tradusă din limba germană în românește de profesorul Constantin Juan-Pietroi din Orșova. La Mehadia, a primit vizite din partea unor însemnați oameni de cultură și de știință: Dimitrie Onciul, Vasile Pârvan, episcopul Miron Cristea, apoi a fost vizitat de prim-ministrul generalul Alexandru Averescu și de Andrei Bârseanu, președintele ASTRA de la Sibiu.
A fondat un muzeu la Băile Herculane, căruia i-a donat descoperirile sale de la castrul roman, ale cărui colecții au început să fie constituite începând cu anul 1922. Vasta sa bibliotecă a donat-o Liceului Traian Doda din Caransebeș.